# Вила Сан Ђорђо ин Вецано (Равена)
Вила Сан Ђорђо ин Вецано је насеље у Италији у округу Равена, региону Емилија-Ромања.
Према процени из 2011. у насељу је живело 231 становника. Насеље се налази на надморској висини од 88 м.